# Partido Pantera Negra

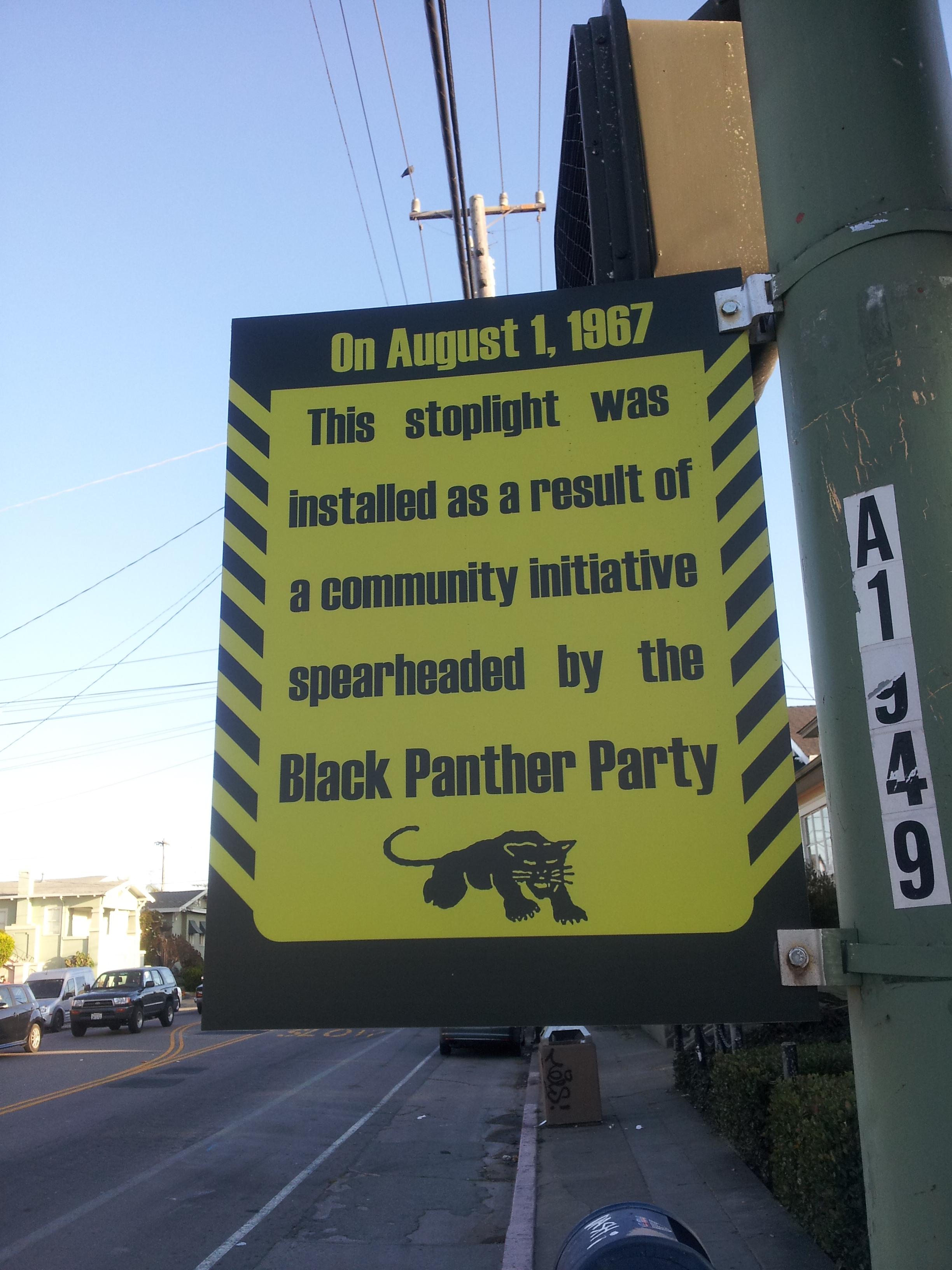
Cartel del Partido Pantera Negra

El Partido Pantera Negra (en inglés Black Panther Party originalmente llamado Partido Pantera Negra de Autodefensa, y popularmente conocido como Panteras Negras) fue una organización política comunista de tipo marxista-leninista, y perteneciente al movimiento político denominado Poder Negro, fundada por los estudiantes universitarios Bobby Seale y Huey P. Newton en octubre de 1966 en Oakland, California. El partido estuvo activo en Estados Unidos entre 1966 y 1982, con diferentes secciones internacionales en Gran Bretaña y Argelia. En sus inicios, la práctica principal del Partido de las Panteras Negras eran las patrullas de vigilancia de ciudadanos armados  ("vigilancia policial", "copwatching" en inglés) que vigilaban el comportamiento de los agentes del Departamento de Policía de Oakland y desafiaban la brutalidad policial en la ciudad.
En 1969, diversos programas sociales comunitarios, llamados programas de supervivencia, se convirtieron en su actividad fundamental. El partido instituyó los programas de desayunos gratuitos para niños para hacer frente a la injusticia alimentaria, y clínicas de salud comunitarias para la educación y el tratamiento de enfermedades como la anemia de células falciformes, la tuberculosis y, más tarde, el VIH/SIDA. Abogaba por la lucha de clases, con el partido representando la vanguardia proletaria en contra del capitalismo.
Múltiples miembros del Partido de las Panteras Negras estuvieron involucrados en varios tiroteos mortales con la policía. Newton en una ocasión declaró:

Malcolm X, implacable hasta el extremo, ofreció a las masas negras ... la liberación de las cadenas del opresor y el abrazo traicionero de los portavoces [negros] avalados. Sólo con el arma se les negó a las masas negras esta victoria. Pero aprendieron de Malcolm que con el arma pueden recuperar sus sueños y hacerlos realidad.

Los miembros del Partido Pantera Negra han estado involucrados en numerosos tiroteos fatales con la policía.  Huey Newton mató al oficial de policía John Frey en 1967 y Eldridge Cleaver dirigió una emboscada en 1968 a los oficiales de policía de Oakland, en la que dos policías resultaron heridos y Panther Bobby Hutton murió.  El partido experimentó muchos conflictos internos, que culminaron con los asesinatos de Alex Rackley y Betty Van Patter por miembros del partido.
El Partido de las Panteras Negras defendía y predicaba el derecho a autodefenderse, a la defensa propia (self-defense en inglés). Esto significa que la violencia era usada por los miembros del partido sólo para defenderse de la violencia que las autoridades ejercían sobre ellos. De hecho, el Partido tenía un código de conducta que prohibía el uso de armas o de la violencia en general a no ser para defenderse de un peligro inminente.
En 1967, la legislatura de California aprobó la Ley Mulford, que fue firmada por el gobernador Ronald Reagan. El proyecto de ley se elaboró en respuesta a los miembros del Partido de las Panteras Negras que vigilaban a la policía. El proyecto de ley derogó una ley que permitía el porte público de armas de fuego cargadas. 
En 1969, el director del FBI, J. Edgar Hoover, describió al partido como "la mayor amenaza para la seguridad interna del país" Desarrolló y supervisó un extenso programa de contrainteligencia (COINTELPRO) de vigilancia, infiltración, perjurio, acoso policial y muchas otras tácticas, diseñadas para socavar el liderazgo de las Panteras, incriminar y asesinar a los miembros del partido, desacreditar y criminalizar al partido, y agotar los recursos organizativos y la mano de obra. El programa fue responsable del asesinato de Fred Hampton, y se le acusa de asesinar a otros miembros de los Panteras Negras, incluido Mark Clark.
La persecución gubernamental contribuyó inicialmente al crecimiento del partido, ya que los asesinatos y las detenciones de los Panteras aumentaron su apoyo entre los afroestadounidenses y la amplia izquierda política, que valoraban a los Panteras como una fuerza poderosa que se oponía a la segregación de facto y al servicio militar obligatorio. El partido contaba con el mayor número de miembros y tenía la mayor influencia en la zona de la bahía de Oakland-San Francisco, Nueva York, Chicago, Los Ángeles, Seattle y Filadelfia. Había secciones activas en muchas prisiones, en un momento en que un número cada vez mayor de jóvenes afroamericanos eran encarcelados.
El número de miembros del Partido de las Panteras Negras alcanzó su punto álgido en 1970, con oficinas en 68 ciudades y miles de miembros, pero empezó a disminuir en la década siguiente. Después de que sus líderes y miembros fueran vilipendiados por la prensa dominante, el apoyo público al partido disminuyó y el grupo se aisló más. Las luchas internas entre los dirigentes del Partido, fomentadas en gran medida por la operación COINTELPRO del FBI, provocaron expulsiones y deserciones que diezmaron a los miembros. El apoyo popular al Partido disminuyó aún más después de los informes sobre las supuestas actividades delictivas del grupo, como el tráfico de drogas y la extorsión a los comerciantes de Oakland. En 1972, la mayor parte de la actividad de las Panteras se centraba en la sede nacional y en una escuela de Oakland, donde el partido seguía influyendo en la política local. Aunque bajo constante vigilancia policial, la sección de Chicago también se mantuvo activa y mantuvo sus programas comunitarios hasta 1974. La sección de Seattle persistió más que la mayoría, con un programa de desayunos y clínicas médicas que continuaron incluso después de que la sección se disolviera en 1977. El Partido siguió disminuyendo a lo largo de la década de 1970, y en 1980 sólo contaba con 27 miembros.
La historia del Partido es controvertida. Los académicos han caracterizado al Partido de las Panteras Negras como la organización del movimiento negro más influyente de finales de la década de 1960, y "el vínculo más fuerte entre la Lucha de Liberación Negra doméstica y los oponentes globales del imperialismo estadounidense". Otros comentaristas han descrito el Partido como más criminal que político, caracterizado por "más posturas desafiantes que sustancia".

## Su historia

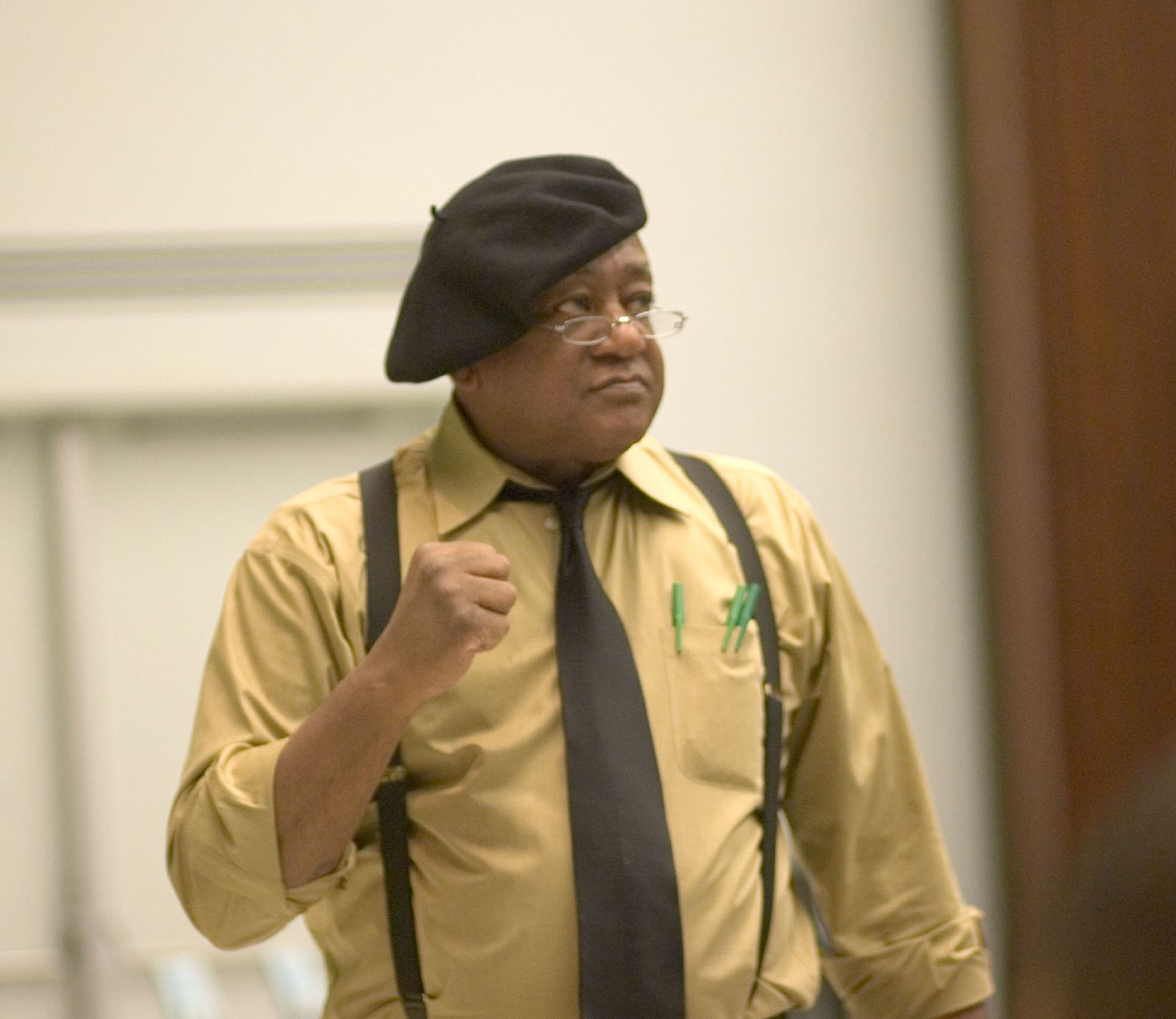
Bobby Seale en el campus de la Universidad de Binghamton el 25 de febrero de 2006.

En sus orígenes fue una organización creada para la autodefensa y supervivencia de los miembros de la comunidad negra. Incitaba a sus miembros a ejercer el derecho constitucional de los EE. UU. a poseer armas, con el único objetivo de defenderse de la violencia a la que eran sujetos por parte de la policía particularmente.
Según el Partido Panteras Negras, se llamaba Partido, «porque nace con vocación de actuar, de intervenir, de dar soluciones concretas y posibles» y Panteras Negras por la naturaleza de la pantera que «no es atacar a alguien en primer lugar; pero cuando es atacada y acorralada, responde ferozmente y sin piedad a su agresor», lo cual los unía con la idea de autodefensa de Malcolm X.
Entre sus acciones sociales destacan el programa de desayuno para niños, la habilitación de clínicas gratuitas para la población y la lucha contra las drogas, pues las consideraban como un arma de alienación. Además, impartían clases gratuitas de derecho y economía, autodefensa y primeros auxilios.
Poco después de la fundación de las Panteras Negras en 1966 (desde 1967), fue investigado, infiltrado y debilitado por el Programa de Contrainteligencia del FBI (COINTELPRO), que desde 1969 lo consideró como uno de sus «objetivos principales». Las operaciones de COINTELPRO del FBI destruyeron a las Panteras Negras con una serie de arrestos, asesinatos y destierros forzados.
El 17 de enero de 1969, Bunchy Carter y John Huggins, responsables de la organización en Los Ángeles son asesinados por miembros de United Slaves, un grupo nacionalista afrodescendiente rival creado en 1965. En la década de 1970 el partido caerá en numerosas escisiones y enfrentamientos, quedando reducido e inoperante.

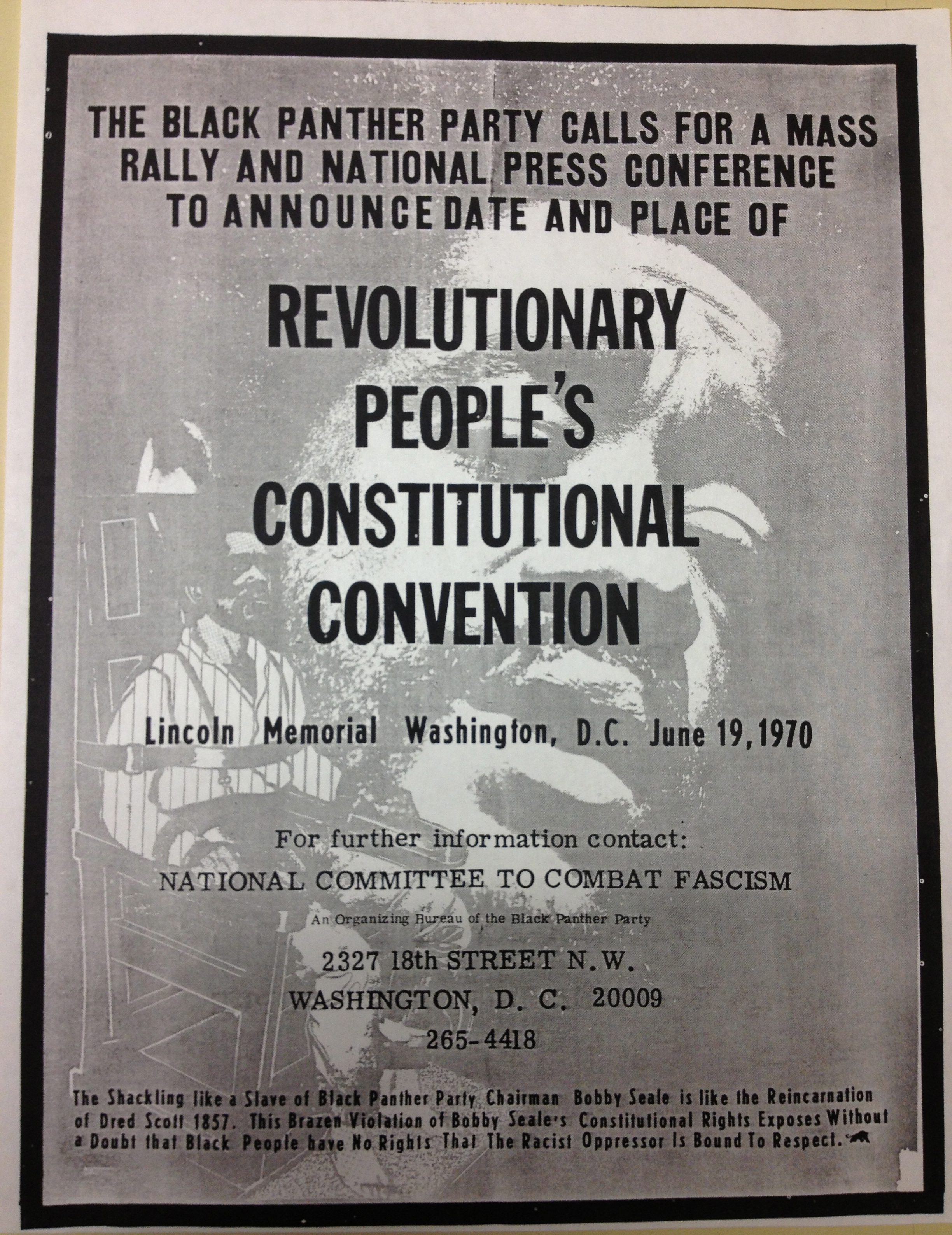
Hoja de propaganda de una Convención del Partido de los Panteras Negras en 1970

En 1989, un grupo originalmente escindido del partido forma el New Black Panther Party (NBPP, Nuevo Partido Pantera Negra) en Dallas, Texas, atacado por los restos del partido original; diez años más tarde el NBPP se integrará en la organización estadounidense panafricanista Nation of Islam (NOI).
El 15 de julio de 2004 se forma con muchos de los antiguos miembros una nueva "National Alliance of Black Panthers", pretendiendo revitalizar el antiguo movimiento.

## Programa de los Diez Puntos
La plataforma y programa del Partido Pantera Negra, conocida como el Programa de los Diez Puntos “Lo que queremos, lo que creemos,” fue publicado por primera vez en noviembre de 1966 y reeditado en 1972. 
Primera versión, 1966:
1. QUEREMOS LIBERTAD. QUEREMOS EL PODER PARA DETERMINAR EL DESTINO DE NUESTRAS COMUNIDADES NEGRAS OPRIMIDAS

Creemos que los negros oprimidos no serán libres hasta que seamos capaces de determinar nuestro destino en nuestras comunidades y por nosotros mismos controlar completamente todas las instituciones existentes dentro de nuestras comunidades.
2. QUEREMOS PLENO EMPLEO PARA NUESTRA GENTE

Creemos que el gobierno federal es responsable y tiene la obligación de dar empleo a cada persona o un ingreso garantizado.

Creemos que, si los hombres de negocios norteamericanos no nos darán pleno empleo, estamos en nuestro derecho de tomar sus tecnologías y medios de producción y ponerlos en la comunidad para que nuestra gente pueda organizar y emplear a toda esa gente y así darles un nivel de vida mejor.
3. QUEREMOS EL FIN DEL ROBO A NUESTRAS COMUNIDADES NEGRAS OPRIMIDAS POR PARTE DE LOS CAPITALISTAS

Creemos que este gobierno racista nos ha robado y ahora demandamos la deuda pendiente de 40 acres y las 2 mulas.

40 acres y dos mulas fueron prometidos hace 100 años como restitución por la esclavitud y los asesinatos en masa de personas negras.

Nosotros aceptaremos el pago de esta deuda, que se distribuirá entre nuestras numerosas comunidades.

El racista estadounidense ha tomado parte en la matanza de nuestros 50 millones de negros. Por consiguiente, consideraremos nuestra demanda como “modesta”.
4. QUEREMOS VIVIENDAS DECENTES, DIGNAS DE RESGUARDAR A SERES HUMANOS.

Creemos que si los propietarios no dan albergue decente a nuestras comunidades negras y oprimidas, entonces la vivienda y la posesión de la tierra deberá cooperativizarse para que la gente de nuestras comunidades, con la ayuda del gobierno, pueda construir y hacer con ellas viviendas decentes para nuestra gente.
5. QUEREMOS EDUCACIÓN DECENTE PARA NUESTRA GENTE, QUE EXPONGA LA VERDADERA NATURALEZA DECADENTE DE ESTA SOCIEDAD NORTEAMERICANA. QUEREMOS UNA EDUCACIÓN QUE NOS ENSEÑE NUESTRA VERDADERA HISTORIA Y NUESTRO PAPEL EN LA SOCIEDAD ACTUAL

Creemos en un sistema educativo que permita a nuestra gente el conocimiento de sí mismos. Si no tienes conocimiento de ti mismo y de tu posición en la sociedad y el mundo, entonces tendrás pocas oportunidades de conocer nada más.
6. QUEREMOS EL CUIDADO DE SALUD COMPLETAMENTE GRATIS PARA TODOS LOS NEGROS Y OPRIMIDOS

Creemos que el gobierno debe proveer, sin cargo alguno para las personas, medios de salud que no solo traten nuestras enfermedades, la mayoría de las cuales ocurren como resultado de nuestra opresión. También deben desarrollar programas médicos preventivos para garantizar nuestra futura supervivencia.

Creemos que deben desarrollarse programas masivos de educación en salud y de investigación para dar al negro y oprimido acceso a la información científica y médica avanzada, para que de esta manera podamos proveernos de atención y cuidados médicos.
7. QUEREMOS EL FIN INMEDIATO DE LA BRUTALIDAD POLICIAL Y DEL ASESINATO DE NEGROS, DE OTRA GENTE DE COLOR Y DE TODOS LOS OPRIMIDOS EN LOS ESTADOS UNIDOS

Nosotros creemos que el gobierno racista y fascista de los Estados Unidos utiliza sus fuerzas de orden y seguridad para llevar a cabo su programa de opresión contra las personas negras, otras personas de color y las personas pobres de los Estados Unidos.

Por consiguiente, creemos que es nuestro derecho defendernos de tales fuerzas armadas y que todos los negros y personas oprimidas puedan armarse para defenderse a sí mismas, a sus casas y comunidades contra las fuerzas policiales fascistas.
8. QUEREMOS EL FIN INMEDIATO DE LAS GUERRAS DE AGRESIÓN

Creemos que los distintos conflictos que existen en todo el mundo son producto del agresivo deseo del círculo dominante de los Estados Unidos de forzar la dominación de los oprimidos del mundo.

Creemos que si el gobierno de Estados Unidos o sus lacayos no cesan estas guerras agresivas, las personas tendrán el derecho de defenderse a sí mismas por todos los medios que sean necesarios en contra de esos agresores.
9. QUEREMOS LA LIBERTAD PARA TODOS LOS NEGROS Y PERSONAS OPRIMIDAS ACTUALMENTE RETENIDAS EN PRISIONES FEDERALES NORTEAMERICANAS, ESTATALES, DE CONDADO O MILITARES. QUEREMOS JUICIOS CON JURADOS PARITARIOS PARA TODAS LAS PERSONAS ACUSADAS DE CRÍMENES BAJO LA LEY DE ESTE PAÍS

Creemos que muchos de los negros y pobres oprimidos actualmente retenidos en prisiones y cárceles de los Estados Unidos no han recibido un juicio justo e imparcial bajo este sistema judicial racista y fascista, por lo que deben ser liberados de su encarcelamiento.

Creemos en la eliminación última de todas las infelices e inhumanas instituciones penales porque las masas de hombres y mujeres encarceladas en los Estados Unidos o por sus militares son víctimas de sus condiciones opresivas las cuales son la verdadera causa de su encarcelamiento.

Creemos que, cuando las personas son enjuiciadas, los Estados Unidos deberían garantizarles jurados paritarios, abogados de su elección y libertad condicional mientras esperan el juicio.
10. QUEREMOS TIERRA, PAN, VIVIENDA, EDUCACIÓN, VESTIMENTA, JUSTICIA, Y EL CONTROL DE LAS TECNOLOGÍAS MODERNAS POR PARTE DE LAS COMUNIDADES DE PERSONAS.

Cuando, en el curso de los acontecimientos humanos, se vuelve una necesidad para una persona el deshacerse de sus ataduras políticas que le han conectado con otros, y asumir, entre los poderes de la tierra, la separada e igual estado de las leyes que la naturaleza y el dios de la naturaleza les han concedido, un decente respeto a las opiniones de humanidad requieren que ellos declaren las causas que los impelen a la separación.

Nosotros celebramos estas verdades por ser evidente que todos los hombres somos creados iguales. Que ellos son dotados por su Creador de ciertos derechos inalienables; que entre estos están los de la vida, la libertad y la búsqueda de la felicidad. Que para afianzar estos derechos, se instituyen los gobiernos entre los hombres, derivando su poder del consentimiento de los gobernados; que siempre que haya cualquier forma de tornarse destructivo para estos fines, será el derecho de la gente alterar o abolir esos gobiernos e instituir uno nuevo, basando su fundación en dichos principios y organizar sus poderes de tal forma que resulte más seguro y probable alcanzar la felicidad.
De hecho, la prudencia determinará que los gobiernos no sean cambiados por causas livianas y transitorias; y, acordando, la experiencia no ha demostrado que la humanidad está dispuesta a sufrir, mientras los males sean soportables, en lugar de cambiar las formas a las que están acostumbrados.

Pero cuando un largo tren de abusos y usurpación, sigue el mismo objeto, demuestra un plan para reducirlos bajo un despotismo absoluto, es su derecho y su deber echar afuera a dicho gobierno y proveer a nuevos guardianes para su seguridad futura.[29]

En mayo de 1972, dicho programa se hace mucho más específico a la hora de identificar dinámicas de poder y opresión. La mayoría de los diez puntos son revisados y se incluyen nuevos términos tales como capitalismo, se amplía el concepto de comunidades oprimidas y ya no comprende solamente a la comunidad negra, se menciona la tecnología como parte inherente de los medios de producción.
1-   Queremos libertad. Queremos poder para determinar el destino de nuestras comunidades negras y oprimidas.
Creemos que las personas negras y oprimidas no serán libres hasta que seamos capaces de determinar nuestro propio destino, a través del control total de todas las instituciones que existen en nuestras comunidades.
2-   Queremos pleno empleo para nuestra gente.
Creemos que el gobierno federal es responsable y está obligado a darle a cada persona un empleo o un ingreso garantizado. Creemos que si los empresarios americanos no dan pleno empleo, entonces la tecnología y los medios de producción deben serle arrebatados a los empresarios y ofrecidos a la comunidad para que la gente de la comunidad pueda organizarse y emplear a toda su gente y dar un alto nivel de vida.
3-   Queremos que termine el robo, por parte del capitalista, de nuestras comunidades negras y oprimidas.
Creemos que este gobierno racista nos ha robado, y ahora exigimos el pago de la deuda atrasada de cuarenta acres y dos mulas. Hace 100 años se prometieron cuarenta acres y dos mulas como restitución por el trabajo esclavo y el asesinato en masa de personas negras. Aceptaremos el pago en moneda que se distribuirá a nuestras muchas comunidades. El racista Americano ha participado en la masacre de más de cincuenta millones de negros. Por lo tanto, creemos que esta es una demanda modesta que hacemos.
4-   Queremos una vivienda digna, apta para el refugio de los seres humanos.
Creemos que si los propietarios no dan viviendas dignas a nuestras comunidades negras y oprimidas, entonces la vivienda y la tierra deben convertirse en cooperativas para que la gente de nuestras comunidades, con ayuda del gobierno, pueda construir y hacer viviendas y terrenos decentes. deben convertirse en cooperativas para que la gente de nuestras comunidades, con la ayuda del gobierno, pueda construir y hacer viviendas dignas para la gente.
5-   Queremos una educación para nuestra gente que exponga la verdadera naturaleza de esta decadente sociedad Americana. Queremos una educación que nos enseñe nuestra verdadera historia y nuestro papel en la sociedad actual.
Creemos en un sistema educativo que le dará a nuestra gente un conocimiento de sí misma. Si una persona no tiene conocimiento de sí misma y de su posición en la sociedad y el mundo, entonces tendrá pocas posibilidades de saber algo más.
6-   Queremos atención médica completamente gratuita para todas las personas negras y oprimidas.
Creemos que el gobierno debe proporcionarle al pueblo, de forma gratuita, instalaciones de salud que no solo tratarán nuestras enfermedades, la mayoría de las cuales se han producido como resultado de nuestra opresión, sino que también desarrollarán programas médicos preventivos para garantizar nuestra supervivencia futura. Creemos que se deben desarrollar programas masivos de educación e investigación para brindar a todas las personas negras y oprimidas acceso a información médica y científica avanzada, para que podamos brindarnos a nosotros mismos la atención y el cuidado médicos adecuados.
7-   Queremos el fin inmediato de la brutalidad policial y el asesinato de personas negras, otras personas de color, de todas las personas oprimidas dentro de los Estados Unidos.
Creemos que el gobierno racista y fascista de los Estados Unidos utiliza sus agencias de dominación domésticas para llevar a cabo su programa de opresión contra los negros, otras personas de color y los pobres dentro de los Estados Unidos. Creemos que es nuestro derecho, por lo tanto, defendernos contra tales fuerzas armadas, y que todas las personas negras y oprimidas deben estar armadas para autodefender nuestros hogares y comunidades contra estas fuerzas policiales fascistas.
8-   Queremos el fin inmediato de todas las guerras de agresión.
Creemos que los diversos conflictos que existen en todo el mundo se derivan directamente de los deseos agresivos del gobierno de los Estados Unidos y su círculo gobernante, para imponer su dominio sobre los pueblos oprimidos del mundo. Creemos que si el gobierno de los Estados Unidos o sus lacayos no cesan en estas guerras agresivas, el pueblo tiene derecho a defenderse contra sus agresores usando todos los medios necesarios.
9-   Queremos libertad para todas las personas negras, y las pobres y oprimidas que ahora se encuentran en prisiones y cárceles federales, estatales, del condado, de la ciudad y militares de los EE. UU. Queremos juicios para todas las personas acusadas de los llamados delitos, según las leyes de este país, en los que los miembros del jurado sean de nuestras comunidades.
Creemos que las personas negras, y las pobres y oprimidas que ahora se encuentran recluidas en prisiones y cárceles de los EE. UU. no han recibido juicios justos e imparciales bajo un sistema judicial racista y fascista, y deberían ser liberadas de su encarcelamiento. Creemos en la eliminación definitiva de todas las instituciones penales miserables e inhumanas, porque las masas de hombres y mujeres encarcelados dentro de los Estados Unidos, o encarcelados por el ejército de los Estados Unidos son víctimas de condiciones opresivas que son la verdadera causa de su encarcelamiento. Creemos que cuando las personas son enjuiciadas, los Estados Unidos deben garantizarles jurados conformados por personas de su comunidad, los abogados de su elección y no ser encarcelados mientras esperan juicio.
10- Queremos tierra, pan, vivienda, educación, ropa, justicia, paz y el control comunitario de la tecnología moderna.
En el curso de la historia, se hace necesario que un pueblo disuelva las ataduras políticas que lo han conectado con otro, y asuma, entre los poderes de la tierra, la posición separada e igual que les han concedido las leyes de la naturaleza y las leyes de la naturaleza de Dios. Un respeto decente a las opiniones de la humanidad requiere que estos pueblos declaren las causas que los impulsan a la separación.
Sostenemos que estas verdades son evidentes por sí mismas, que todos los hombres son creados iguales; que están dotados por su Creador de ciertos derechos inalienables; que entre estos se encuentran la vida, la libertad y la búsqueda de la felicidad. Que, para garantizar estos derechos, se crean gobiernos entre los hombres, que derivan sus justos poderes del consentimiento de los gobernados; que, siempre que cualquier forma de gobierno se vuelva destructiva de estos fines, es el derecho del pueblo modificarla o abolirla, e instituir un nuevo gobierno, asentando sus fundamentos en tales principios y organizando sus poderes de tal forma que les parecerá más probable que afecte su seguridad y felicidad. La prudencia, de hecho, dictará que los gobiernos establecidos desde hace mucho tiempo no deben cambiarse por causas leves y transitorias; y, en consecuencia, nuestra experiencia colectiva ha demostrado que la humanidad está más dispuesta a sufrir, mientras los males son tolerables, que permitirse a sí misma abolir las formas a las que está acostumbrada. Pero, cuando una larga serie de abusos y usurpaciones que persiguen invariablemente el mismo objetivo muestra un plan para reducirlos al despotismo absoluto, es su derecho, es su deber, deshacerse de ese gobierno y proporcionar nuevas protecciones para su seguridad futura.

## Programas de Supervivencia
El Partido Pantera Negra instituyó o imaginó el inicio de estos programas como parte de un proceso para ayudar a los afroamericanos y otros pueblos oprimidos a satisfacer sus necesidades básicas, con el objetivo de que pudieran organizarse para adquirir los recursos para la autodeterminación y el empoderamiento. La instalación de luces de tráfico en avenidas peligrosas en Oakland y la iniciativa de vigilancia a la policía son las primeras grandes propuestas del partido. Algunos de los programas de supervivencia aún existen o fueron modelos para muchos de los programas de servicios humanos y comunitarios actuales.
1-   Clínica Médica George Jackson: atención médica y programas de prevención gratuitos.
2-   Fundación para la investigación de células falciformes (ACF): establecida para investigar y crear una cura para la anemia de células falciformes. La fundación informa a las personas sobre la anemia de células falciformes y mantiene un comité médico asesor que investiga esta enfermedad paralizante.
3-   Programa de atención dental gratuito para la población: chequeos gratuitos, tratamiento y programas educativos enfocados en la higiene dental.
4-   Programa gratuito de optometría para el pueblo: exámenes optométricos gratuitos, tratamientos y espejuelos para el pueblo.
5-   Programa de ambulancia gratuitos para el pueblo: provee, gratuitamente, rápida transportación para las personas heridas o enfermas. Los pagos de facturas por este servicio por ende se eliminan, protegiendo la situación financiera y medios económicos de los pacientes.
6-   Programa gratuito de alimentos: ofrece alimentos a personas de la comunidad negra y otras comunidades oprimidas.
7-   Programa de desayuno gratuito: ofrece gratuitamente a los niños un desayuno gratuito, caliente y nutritivo todas las mañanas en que deben ir a la escuela.
8-   Cooperativas: provee a la comunidad de alimentos, a través de la participación comunitaria y la compra cooperativa comunitaria.
9-   Servicios de noticias intercomunales: provee noticias e informaciones sobre el mundo y las comunidades negras y oprimidas.
10- Programa comunitario gratuito de empleo para el pueblo: ofrece servicios de búsqueda de empleo para las personas pobres y oprimidas.
11- Programa de calzado: ofrece zapatos gratuitos al pueblo, los cuales son fabricados en la Fábrica de Calzado Para el Pueblo.
12- Programa de ropa gratis para el pueblo: provee ropa nueva, elegante y de calidad al pueblo.
13- Programa de asesoría legal y educativa para el pueblo: ofrece asesoría legal completa, y clases de asesoría legal a las personas necesitadas.
14- Programa gratuito de transporte en autobuses a las prisiones: ofrece transportación gratuita a las cárceles a los familiares y amigos de los prisioneros. 
15- Programa gratuito de cantina para prisioneros: provee fondos a hombres y mujeres presos para comprar artículos de la cantina de la cárcel.
16- Programa Adultos Mayores Contra un Ambiente Hostil (Seniors Against a Fearful Environment, S.A.F.E, en inglés): provee transportación y compañía a los adultos mayores hacia y desde los bancos de la comunidad el primer día de cada mes.
17- Programa de vivienda cooperativa para el pueblo: provee, con ayuda del gobierno federal, una vivienda decente, de bajo costo y de calidad a las comunidades negras y las comunidades oprimidas.
18- Programa gratuito de plomería y mantenimiento para el pueblo: ofrece servicios gratuitos de plomería y mantenimiento para mejorar las viviendas del pueblo.
19- Programa gratuito de control de plagas: servicio gratuito de exterminación de ratas, cucarachas y otros portadores de enfermedades y roedores.
20- Escuela comunitaria de Oakland: provee a los niños negros y de otras comunidades oprimidas con un método científico para pensar y analizar el mundo que les rodea. Este método desarrolla habilidades básicas para vivir en esta sociedad.
21- Escuelas de liberación. Programas gratuitos de música y baile: Proporciona a los niños instalaciones y materiales educativos complementarios gratuitos para promover una visión correcta de su papel en la sociedad y brinda apoyo para los programas de música y danza de la Escuela Comunitaria de Oakland.
22-  Centro de desarrollo infantil: Proporciona instalaciones de cuidado infantil las 24 horas para bebés y niños entre las edades de 2 meses y tres años. Los jóvenes participan en un programa científico para desarrollar sus instalaciones físicas y mentales en las edades más tempranas.

## Simpatía en los EE. UU.
Durante su existencia, las Panteras Negras, despertaron simpatías políticas en la comunidad estadounidense en general. Algunos simpatizantes famosos (no militantes): el actor James Cromwell, el rapero Tupac Shakur, el actor Marlon Brando y el actor Danny Glover, entre otros.

## Militantes reconocidos
| - Angela Davis - Elaine Brown - Fredrika Newton - David Hilliard - Mumia Abu-Jamal - Stokely Carmichael - Eldridge Cleaver - Kathleen Neal Cleaver - Lorenzo Komboa Ervin | - Steve Green - Nile Rodgers - Assata Shakur (tía del rapero Tupac Shakur) - Afeni Shakur (madre del rapero Tupac Shakur) - Dwight York - George Jackson (pantera negra) - Bobby Hutton - Geronimo "Ji Jaga" Pratt - Huey P. Newton | - Bobby Seale - David Rice - Edward Poindexter - Albert Woodfox - Fred Hampton - Marshall Eddie Conway - David Brothers - Lumumba Shakur - Sundiata Acoli |

## Participación de las mujeres en el partido
El Partido Pantera Negra estaba mayoritariamente liderada por hombres, aún si las mujeres fueron también una parte importante en el partido: dos tercios de las Panteras Negras eran mujeres en el año 1970. Aunque algunas mujeres tuvieron gran influencia y ocuparon cargos de dirección dentro del partido, como Elaine Brown o Kathleen Cleaver , el sexismo y machismo fueron problemas que nunca se abordaron debidamente y lo dañaron profundamente.

## Saludo Black Power de los Juegos Olímpicos de 1968

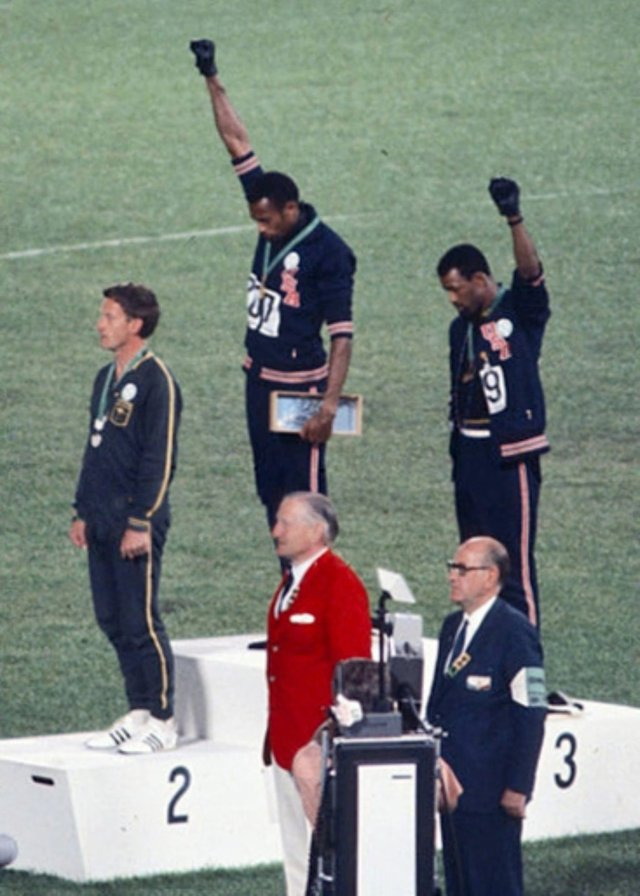
Tommie Smith y John Carlos hacen el saludo del Poder Negro en los Juegos Olímpicos de 1968.

Artículo principal: Saludo del Black Power en los Juegos Olímpicos de 1968
En los Juegos Olímpicos de México de 1968, en la ceremonia de entrega de medallas de la prueba de los 200 metros lisos, Tommie Smith (medalla de oro) junto a su compatriota John Carlos (medalla de bronce) agacharon la cabeza y levantaron un puño en alto con un guante negro mientras sonaba el himno de los EE. UU. como símbolo del movimiento Black Power y en protesta por el racismo en EE. UU. y el apartheid en Sudáfrica. Peter Norman, un australiano medalla de plata en la misma prueba les apoyó pegándose a la altura del corazón un adhesivo del Proyecto Olímpico por los Derechos Humanos. Este gesto provocó que fueran expulsados de sus respectivos equipos y tuvieran que abandonar la villa olímpica. Smith y Carlos, al volver a EE. UU, fueron tratados como delincuentes y no encontraron trabajo durante muchos años. Aunque los dos atletas negros no tenían alguna relación con el Partido Panteras Negras, por esta acción la prensa de aquel tiempo los consideró extremistas, y se los ligó erróneamente con las Panteras.

## En la cultura popular
- En 1968, la directora francesa Agnès Varda realizó un cortometraje en Oakland sobre las manifestaciones de las Panteras Negras alrededor del juicio de Huey Newton. El documental presenta entrevistas y sus expresiones de organización y lucha social.[35]
- El grupo chileno de Hip-hop Panteras Negras se hicieron llamar así inspirados por la lucha de las Panteras Negras. Según Eduardo Lalo Meneses, uno de sus fundadores «El rap es para mí como el rugido de una pantera que ya está cansada de tanto racismo, de tanta pobreza».
- En 1995 se estrenó la película Panther del director y actor estadounidense Mario Van Peebles. La película es una dramatización de la historia de las Panteras Negras.[36]
- En la película Forrest Gump (1994), el personaje principal, Forrest, conoce esta organización. Él mismo dice en un momento "Perdón por arruinar su fiesta de panteras negras", (puesto que Partido, en inglés, se escribe Party e igualmente significa Fiesta) después de un altercado con un miembro.
- En la película The Butler (2013), el hijo del personaje principal Cecil Gaines (mayordomo de la Casa Blanca), llamado Louis Gains se une a la organización Panteras Negras, pero cuando las Panteras Negras comienzan a ejercer violencia Louis abandona la organización y regresa a la Universidad, obteniendo un título de maestría en Ciencias Políticas, para finalmente obtener un lugar en el Congreso.
- En la película Hombres de negro III, el protagonista, Agente J, se pasea por un desfile de moda de 1969, donde se ven al fondo un grupo de Panteras Negras, en un agudo guiño sobre la relación que tenían artistas y grupos revolucionarios durante esa década.
- En la película The Hate You Give (2017) la personaje principal aprende los 10 derechos de las Panteras Negras, y luego citan uno de estos derechos
- Los padres del rapero 2Pac pertenecieron al partido de las Panteras Negras.